# 흡연

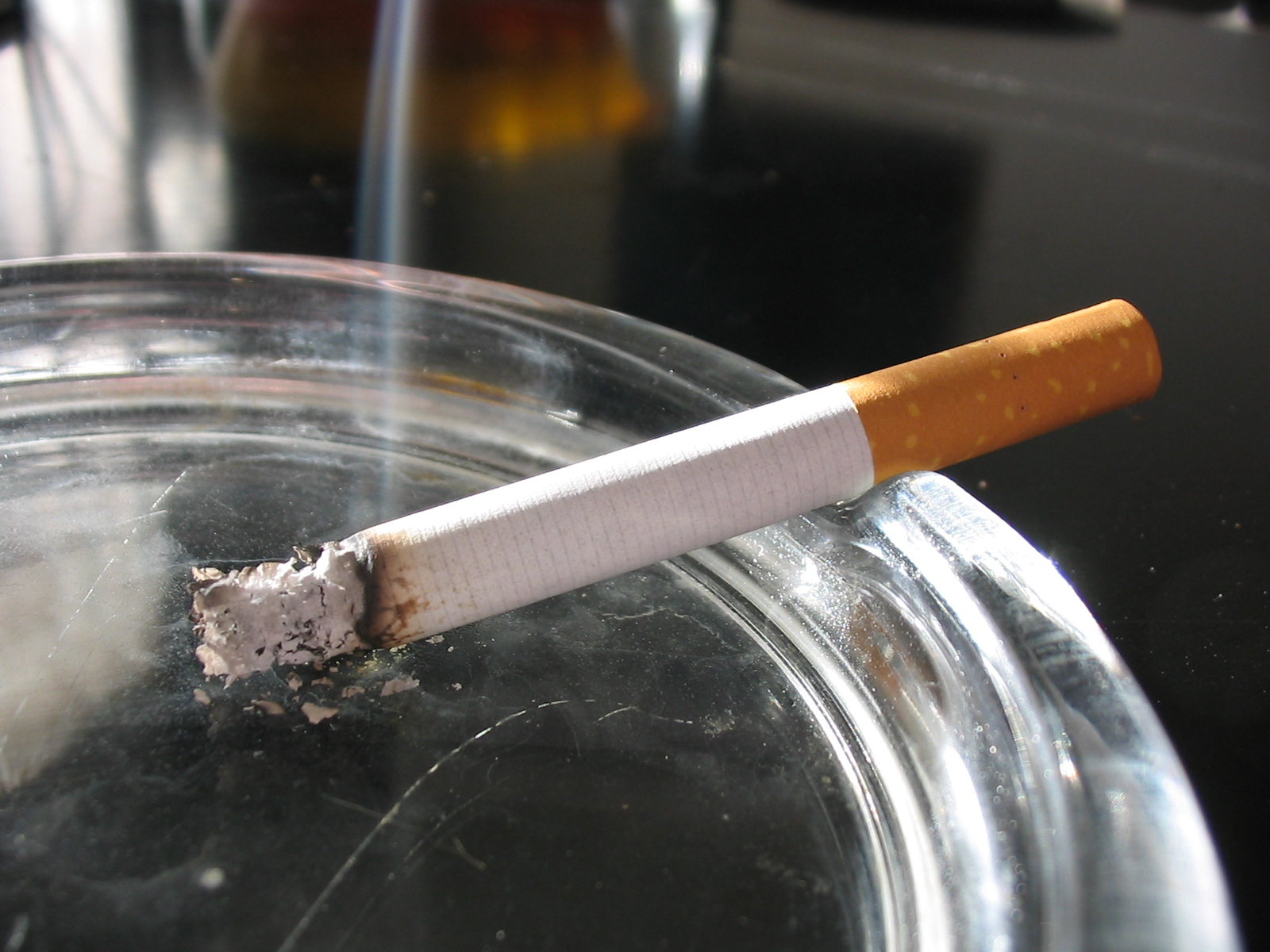
불붙인 궐련

흡연(吸煙), 또는 끽연(喫煙)은 담배 등을 태워서 그 연기를 흡입하는 행위, 곧 담배 등을 피우는 행위이다. 담배를 피우면 담배에 들어있는 니코틴이 허파로 들어와서 몸 안으로 흡수를 하게 된다. 대개는 궐련으로 된 담배를 피우지만 담뱃대나 물담배로 흡연을 즐기기도 한다.
흡연은 가장 보편화된 약물 사용이다. 현대 사회에서 담배를 피우는 일은 일상화되어 있다. 소수의 사람은 대마초나 아편을 피우기도 한다. 이러한 흡연은 모두 중독성이 있는 것으로 알려져 있다. 헤로인이나 코카인 가루와 같은 마약을 들이마시는 경우도 있지만 드물다. 기원전 5천 년 전부터 세계 여러 문화에서 흡연이 이루어져 왔다. 초기의 흡연은 샤먼이나 성직자가 치르는 종교 의식의 하나였다. 유럽이 대항해 시대를 거쳐 아메리카를 정복한 뒤로 담배를 피우는 문화는 전 세계로 빠르게 퍼져나갔다. 인도와 사하라 이남의 아프리카에서는 대마초를 피우던 기존의 흡연 문화와 혼합되었으며, 유럽에서는 새로운 종류의 약물로 유행하였다. 한국에는 임진왜란 이후에 들어왔다.
현대 의학의 연구에 따르면, 담배를 피우면 폐암, 심근경색, 만성 폐부전 및 신생아의 선천성 장애를 일으킬 수 있다고 보고되었다. 이러한 까닭에 많은 나라에서 담배에 높은 세금을 부과하고 금연 운동을 펼치고 있다. 또한 여러 나라 및 지역에서는 공공장소에서 흡연을 금지하고 있다. 또, 2015년 2월 이후부터 금연에 관한 상담료, 각종 약물 등에 대해 국민건강보험이 적용된다. 또한 2015년부터  대략 한 갑에 2500원이었던 담뱃값이 2000원 올라 대략 4500원이 되었다. 물가상승률에 대비하여 담뱃값은 또 오를 전망이다.
흡연은 동맥경화와 관상동맥질환의 주위험인자이며 간접흡연이 훨씬 위험할 수도 있다. 버거씨병과 뇌졸중 등은 흡연과 밀접한 관계가 있는 것으로 알려졌으며 담배 연기에 있는 많은 유해한 화학물질들은 신체에 있어 가벼운 마약보다도 직접적으로 심한 상처를 입힐 수 있다. 당연하게도 담배 연기보다 더 위험한 연기들을 흡입해도 비슷하거나 더 위험한 결과가 나올 수 있다.

## 역사

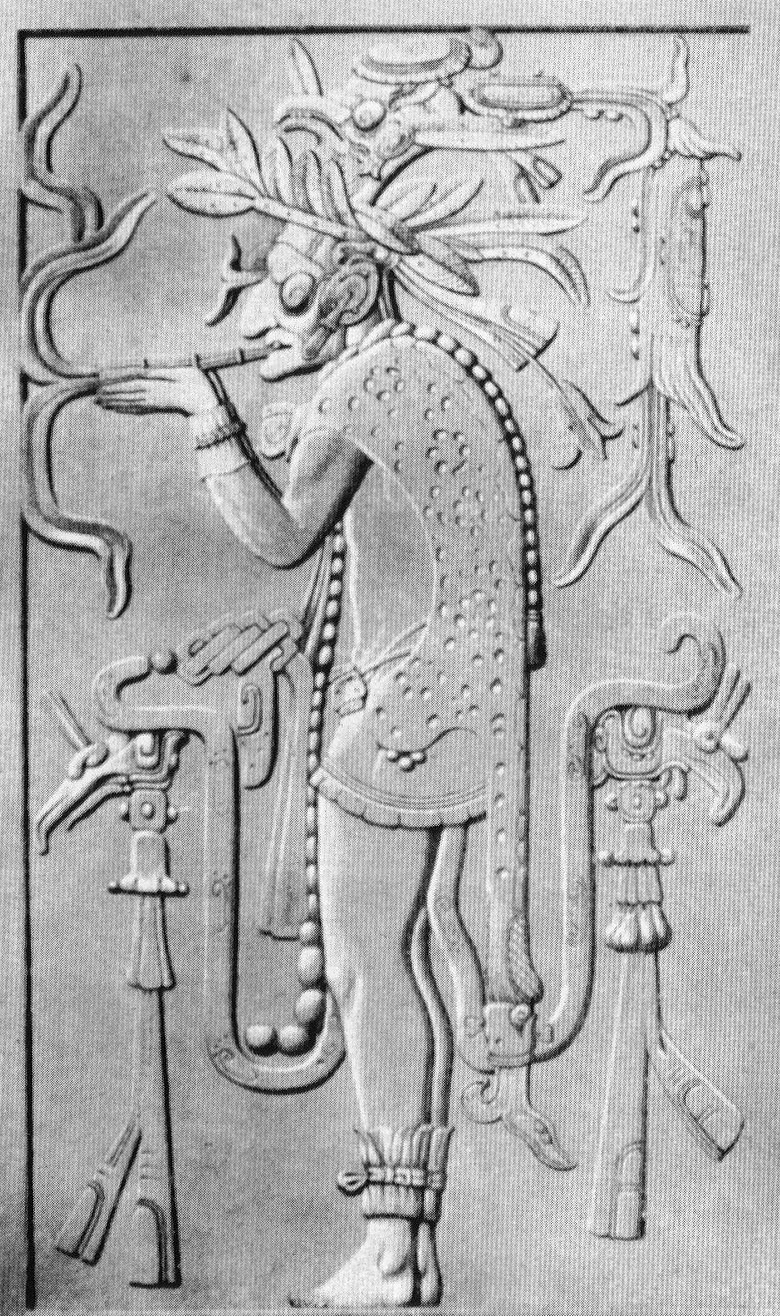
담배를 피우고 있는 마야의 성직자. 멕시코 팔렝케의 부조.

흡연은 고대로부터 이어진 문화의 한 부분이다. 아메리카에서는 기원전 5천 년경 이전부터 샤머니즘 의식의 하나로 성직자들이 담배를 피워왔다. 한편 유럽, 인도, 중국 등지에서는 대마초를 피웠다. 고대 그리스의 델피에서는 대마초를 피운 여사제들이 환각 상태에서 신탁을 받았다고 전해 내려온다.
| “ | 그리스에서 흡연이 시작되자 어떤 것도 흡연을 능가하는 것은 없었다. 스키타이 사람들은 너무 자주 흡연을 했는데, 그들은 흡연을 하고 나면 기쁨에 겨워 소리를 질렀다. | ” |

아메리카의 흡연이 샤먼의 의식에서 비롯되었다 하더라도 훗날 흡연은 즐거움과 사회관계를 위해 행해졌다. 마야 문명에서는 적어도 10세기 이전에 담배 흡연이 일반화되었으며, 아즈텍에서는 신화에 담배를 등장시켰다. 아즈텍의 신 치후아코아후라틀은 담뱃잎으로 된 몸을 지녔으며 성직자는 거룩함을 상징하기 위해 담뱃잎으로 된 옷을 입기도 하였다. 지금도 마야의 첼탈족은 새해에 담배를 신에게 바친다.
담배와 대마초 같은 환각을 일으키는 약물의 흡연은 일찍부터 전 세계로 퍼져나갔다. 유럽인들은 아메리카 탐험 과정에서 많은 원주민들을 만났으며 이들로부터 오늘날 평화의 담뱃대라 불리는 담배와 여러 약물이 혼합된 담뱃대를 피우는 환대를 받았다. 그 뒤 담배의 흡연은 유럽을 비롯한 전 세계에 빠르게 퍼져나갔다.

### 담배의 전파

#### 유럽

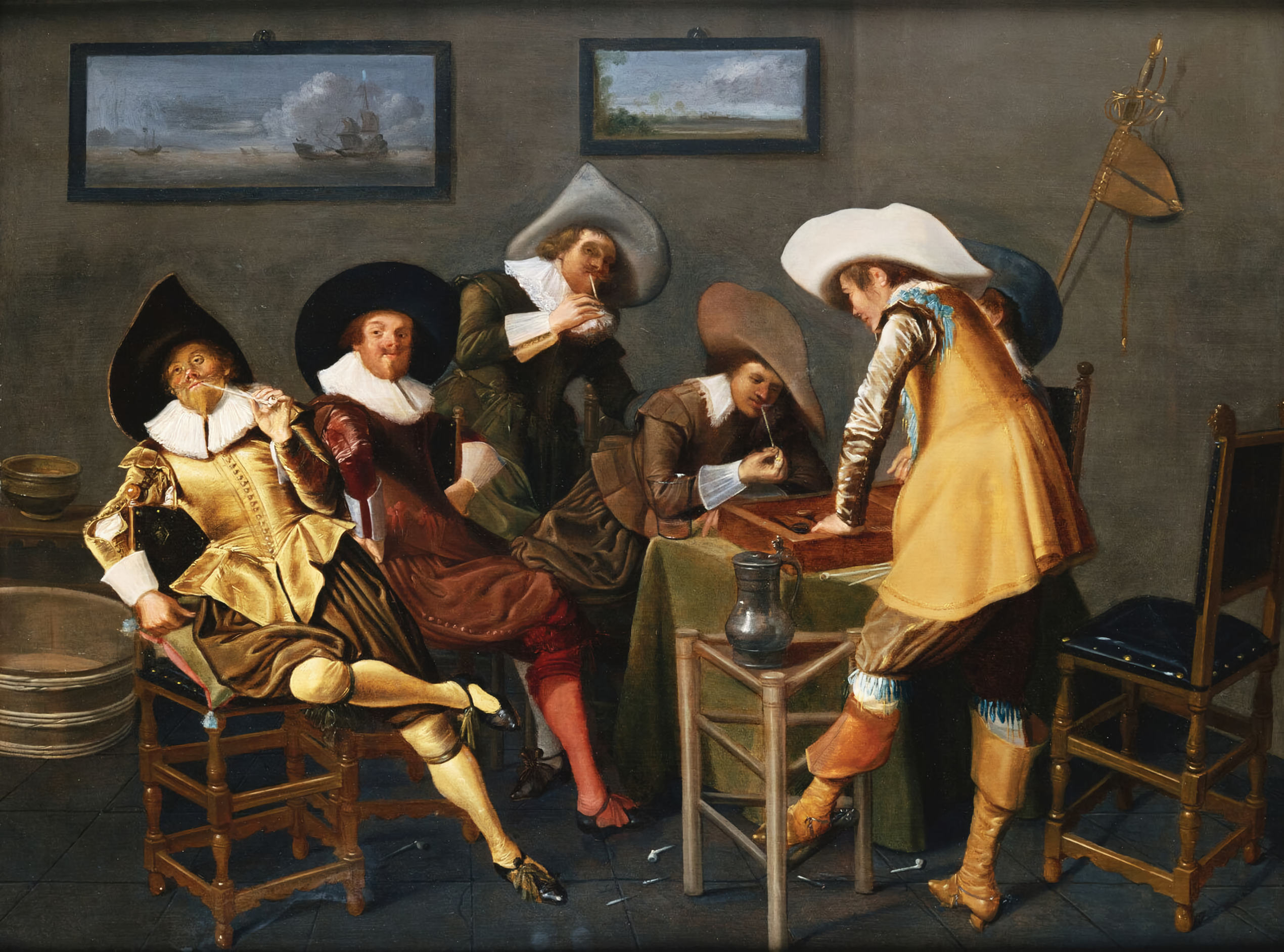
담배를 피우며 오락을 즐기는 신사들. 1627년의 그림.

1560년 장 니코가 프랑스에 담배를 들여왔다. 니코틴은 니코의 이름에서 유래한 것이다. 얼마 안 가 프랑스의 담배는 영국으로 전파되었다. 1556년 브리스톨의 선원들에 대해 "코로 담배연기를 내뿜는다"고 묘사한 것이 영국의 담배 흡연에 대한 최초의 기록이다. 아편, 커피, 차와 같이 담배 역시 처음에는 의학 목적으로 쓰이기 시작하다가 차츰 즐기기 위해 사용되었다. 근대 초기의 유럽 의학은 여전히 히포크라테스의 휴모리즘에 근거하고 있었다. 담배의 출현은 의학계에 완전히 새로운 약초의 등장을 의미했고 의학계는 기존의 히포크라테스 학설에 의문을 제기하기 시작하였다. 담배의 유해성에 대한 논쟁이 신학자, 과학자, 문인들 사이로 확산되었다. 제임스 1세는 1604년 익명으로 《담배에 대한 대반격》이라는 글을 발표하였다. 그는 당시 통용되던 담배의 의학적 효용에도 불구하고 담배가 인디언 노예들이나 즐기던 악취나는 습관이라는 이유로 흡연을 반대하였다.

#### 중동

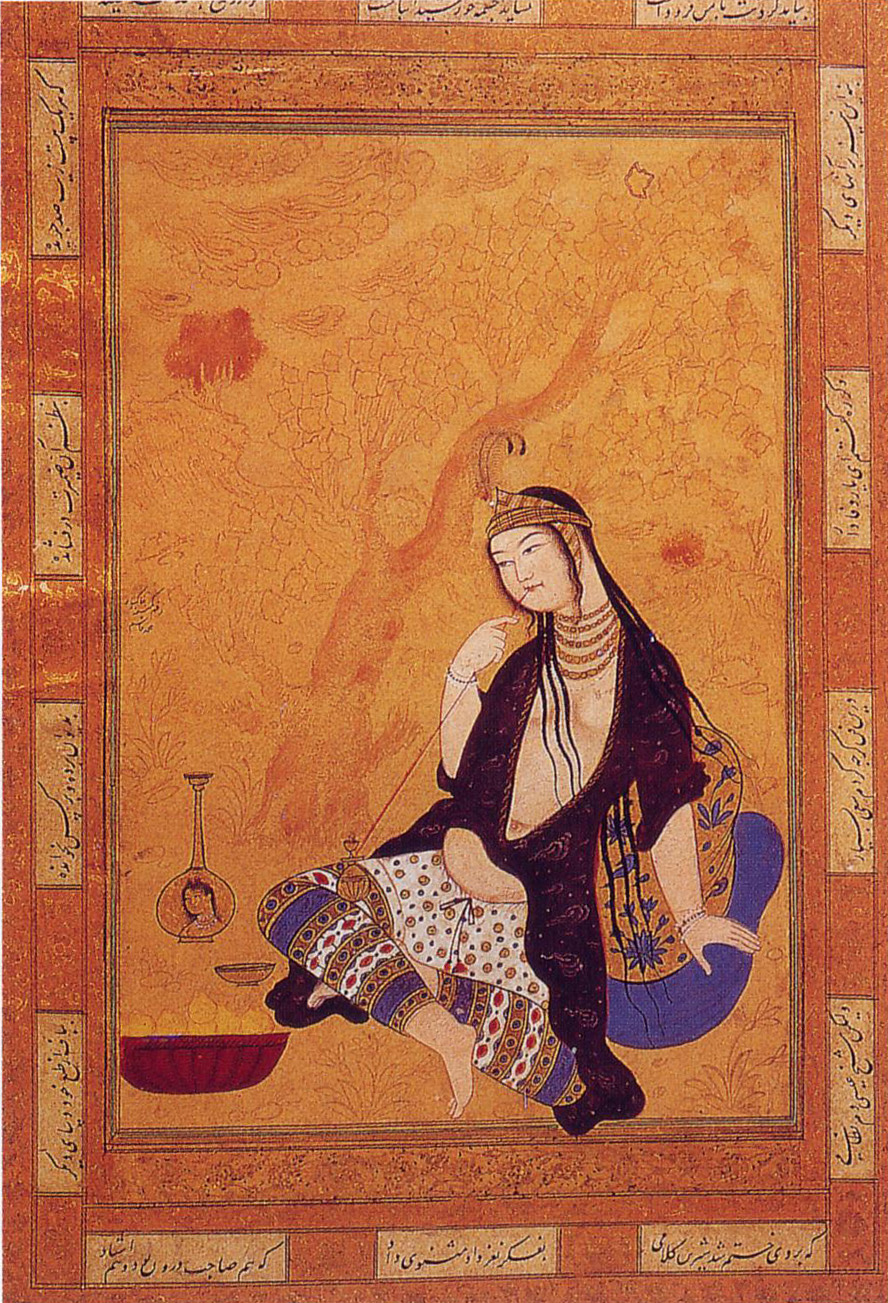
담배를 피우는 페르시아 여성

중동 지역에서는 담배가 전파되기 이전에 이미 대마초를 피우는 것이 일반적으로 퍼져 있었다. 그들은 후카라고 불리던 특유의 물담배를 사용하고 있었다. 담배가 퍼져나가자 후카에는 대마초 대신 담배가 담기게 되었다.
1536년 페르시아에서 흡연에 대한 시가 쓰였으나 이것이 담배의 흡연을 가리키는 것인지는 확실치 않다. 보다 신빙성 있는 담배 흡연에 대한 기록은 1617년 에스파냐의 항해자가 기록한 것인데, 이때 페르시아 지역에는 이미 담배 흡연이 널리 퍼져 있었다고 한다. 물담배는 원래 인도에서 비롯하였으나 페르시아의 사파비드 왕조 시기에 일반적인 흡연 도구로 널리 쓰였다. 유리공예를 이용하여 갖가지 장식을 한 물담배에서부터 대나무나 코코넛 열매를 사용한 투박한 물담배에 이르기까지 다양한 물담배가 사용되었다. 원래부터 사용하던 대마초와 담배를 섞어 사용하는 경우도 있었으며 간혹 보통의 담뱃대를 사용하는 경우도 있었지만, 이 지역에서 물담배는 20세기에 이르러 궐련이 보급되기까지 담배 흡연의 일반적인 방법이었다. 페르시아에서 흡연은 엄청난 인기를 누렸으며 19세기에 이르러 이란은 최대의 담배 수출국이 되기에 이른다.

#### 동아시아

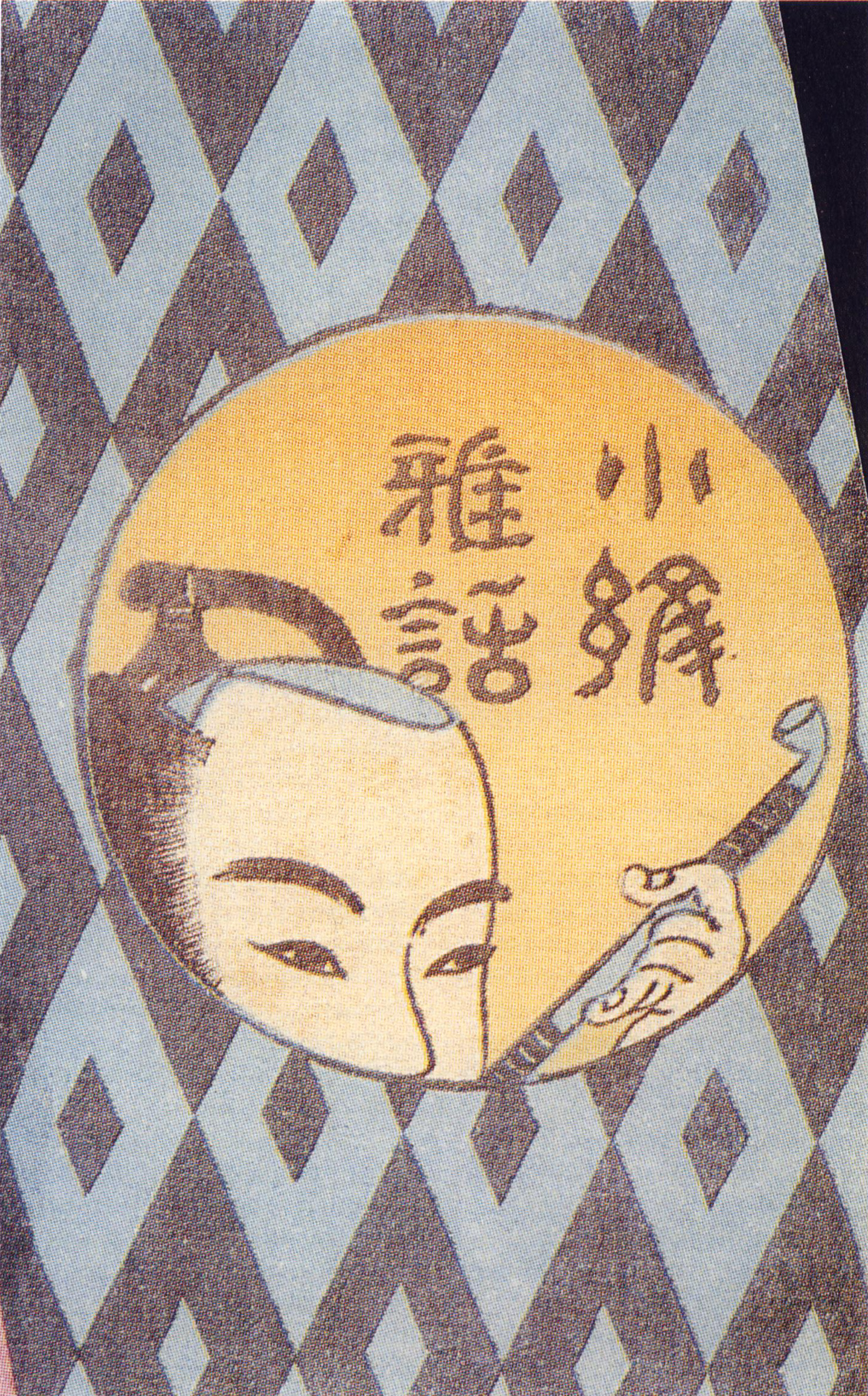
담뱃대를 문 일본 남성

스페인, 포르투갈, 영국, 네덜란드 등 유럽의 여러 나라들이 동남아시아에 들어오기 시작하면서 담배도 함께 전파되었다. 필리핀에서는 1570년대부터 담배를 피우기 시작하였다. 1600년대에 이르러 일본은 특유의 담뱃대를 제작하여 사용하였는데 이는 서양의 것을 자신들 나름대로 변형한 것이다. 에도 시대에 이르러 일본에서는 사무라이의 특권인 칼의 휴대와 더불어 공들인 비싼 담뱃대를 들고 다니는 것은 부의 상징이었다.

#### 남아시아
인도에서는 기원전 2000년 이전부터 대마초 흡연 문화가 퍼져 있었고, 역사적으로 처음 언급된 것은 기원전 수세기 경에 기록된 아타르바베다이다. 아유르베다에 따르면 대마초는 훈증을 하거나 불에 태워서 피웠다고 한다. 근대 이전에는 칠룸이라는 인도 특유의 담뱃대가 쓰였다. 그러다가 담배를 들여온 뒤에는 대마초 대신 담배를 피우게 되었다.

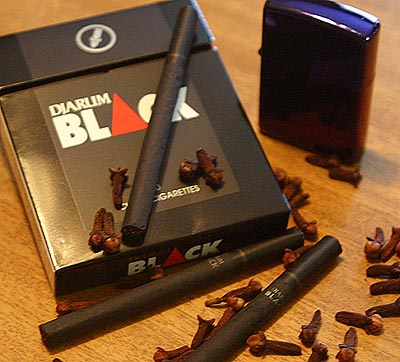
인도네시아, 궐련 형태의 정향

인도네시아에서는 크레텍이라 불리는 정향을 피웠다. 정향에는 유게놀이 있어 특유의 냄새와 각성 작용이 있다. 현재에도 크레텍은 담배와 함께 인도네시아의 주요 흡연물 가운데 하나이다. 인도네시아에서는 일반 담배를 "흰" 담배, 크레텍은 "검은" 담배로 부른다.

#### 사하라 이남의 아프리카
사하라 이남의 아프리카에서는 13세기경 커피와 같은 다른 아랍 세계 문화와 더불어 대마초 흡연 문화가 흘러 들어왔다. 에티오피아와 같은 곳에서는 호리병박을 이용한 물담배나 테라코타로 된 물담배를 피웠다. 담배는 오늘날의 감비아와 세네갈에 해당하는 지역에 있던 프랑스 상인들로부터 전파되었다. 비슷한 시기에 모로코의 대상들은 통북투까지 담배를 팔았고 1650년대에는 아프리카 전역으로 퍼져나갔다.

### 한국과 담배

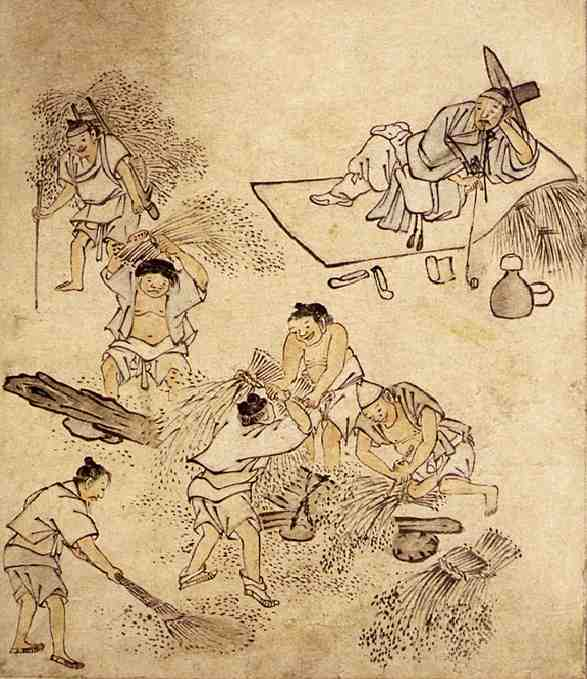
김홍도의 타작도, 지주가 담배를 피우며 타작을 감독하고 있다.

인조실록에 따르면 1616년 경에 더러 담배를 피우는 사람이 있었고 1621년 전국으로 퍼졌다고 한다. 담배는 임진왜란 이후 일본으로부터 들여왔으며 초기에는 담박괴’(淡泊塊), 남초(南草), 왜초(倭草), 남령초(南靈草), 연초(煙草) 등으로 불리다가 나중에는 담배로 불리게 되었다.

## 아편
19세기까지만 해도 아편을 피우는 일은 일반적인 취향으로 여겨졌다. 청나라는 많은 양의 인도산 아편을 영국으로부터 수입하고 있었다. 그러나 청나라는 아편 수입에 따른 은의 유출 등 피해가 심각한 지경에 이르자 아편 수입을 금지하기에 이르렀고 이로 인해 아편 전쟁이 일어났다. 20세기에 들어 아편은 건강에 나쁜 영향을 미치기 때문에 대부분의 나라에서 아편을 피우는 일을 금지하고 있다. 우리나라에는 아직까지 금연법을 시행하지 않고 있다 금연법 시행하게 된다면 담배 전자담배 사라질것으로 보인다.

## 같이 보기
- 일인당 담배 소비량에 따른 나라 목록
- 간접 흡연
- 금연